# Mistrzostwa Polski w Podnoszeniu Ciężarów 2019
Mistrzostwa Polski w Podnoszeniu Ciężarów 2019 – 89. edycja mistrzostw, która odbyła się w dniach 21–23 czerwca 2019 roku w Ciechanowie. W mistrzostwach wystartowały również kobiety, dla których była to 26. edycja mistrzostw.

## Wyniki

### Mężczyźni
| Konkurencja | Złoto                                   | Wynik         | Srebro                             | Wynik         | Brąz                                     | Wynik         |
| 55 kg       | Tomasz Komorowski (UKS MOS Opole)       | 197 (86+111)  | Maciej Gumuliński (UKS MOS Opole)  | 192 (85+107)  | Karol Maksymowicz (Agros Zamość)         | 186 (85+101)  |
| 61 kg       | Martin Stasik (LKS Nowy Tomyśl)         | 246 (108+138) | Jakub Nowicki (AKS Myślibórz)      | 175 (71+104)  | Kacper Aniołkowski (Klimat Łapy)         | 160 (70+90)   |
| 67 kg       | Damian Wiśniewski (Zawisza Bydgoszcz)   | 274 (120+154) | Tomasz Rosoł (Górnik Polkowice)    | 258 (119+139) | Kacper Urban (Budowlani Opole)           | 255 (115+140) |
| 73 kg       | Piotr Kudłaszczyk (LKS Nowy Tomyśl)     | 275 (124+151) | Michał Kościuk (Unia Hrubieszów)   | 269 (117+149) | Patryk Burda (KU AZS-AWF Biała Podlaska) | 246 (111+135) |
| 81 kg       | Krzysztof Zwarycz (Budowlani Opole)     | 338 (150+188) | Patryk Bęben (Mazovia Ciechanów)   | 305 (140+165) | Łukasz Ławecki (Orlęta Łuków)            | 292 (128+164) |
| 89 kg       | Bartłomiej Adamus (Opocznianka Opoczno) | 330 (148+182) | Marcin Zwolak (Znicz Biłgoraj)     | 303 (137+166) | Adrian Pawlicki (KU AZS AJD Częstochowa) | 301 (135+166) |
| 96 kg       | Paweł Kulik (Budowlani Opole)           | 355 (158+197) | Paweł Szmeja (Narew Pułtusk)       | 337 (157+180) | Bartłomiej Barth (Budowlani Opole)       | 331 (150+181) |
| 102 kg      | Bartłomiej Barth (Budowlani Opole)      | 335 (150+185) | Paweł Faraś (Legia Warszawa)       | 329 (150+179) | Jakub Michalski (Górnik Polkowice)       | 324 (143+181) |
| 109 kg      | Marcin Izdebski (Budowlani Opole)       | 352 (192+160) | Przemysław Budek (Impuls Warszawa) | 347 (157+190) | Karol Klimaszewski (Rzemieślnik Malbork) | 322 (147+175) |
| +109 kg     | Arkadiusz Michalski Budowlani Opole     | 388 (172+216) | Bartosz Łoziński Zawisza Bydgoszcz | 348 (157+191) | Adam Kraska Polwica Wierzbno             | 339 (149+190) |

### Kobiety
| Konkurencja | Złoto                                     | Wynik        | Srebro                                        | Wynik        | Brąz                                            | Wynik       |
| 45 kg       | Paulina Kudłaszyk (Budowlani Nowy Tomyśl) | 125 (55+70)  | Natalia Bobrowska (Unia Hrubieszów)           | 108 (48+60)  | Karolina Miszczak (WLKS Nowe Iganie)            | 90 (42+48)  |
| 49 kg       | Agata Zacharek (Zawisza Bydgoszcz)        | 149 (65+84)  | Katarzyna Wrzosek (KS Raszyn)                 | 148 (64+84)  | Sylwia Oleśkiewicz (Omega Kleszczów)            | 146 (63+83) |
| 55 kg       | Joanna Łochowska (Budowlani Opole)        | 195 (85+110) | Monika Szymanek (LKS Dobryszyce)              | 161 (70+91)  | Karolina Brzostek (UOLKA Ostrów Mazowiecka)     | 148 (65+83) |
| 59 kg       | Monika Dzienis (Talent Wrocław)           | 175 (83+92)  | Weronika Wolas (Śląsk Wrocław)                | 160 (69+91)  | Kinga Kwiatkowska (Unia Hrubieszów)             | 137 (61+76) |
| 64 kg       | Katarzyna Kraska (Budowlani Opole)        | 184 (78+106) | Ewelina Czop (Agros Zamość)                   | 160 (70+90)  | Aleksandra Michalska (Górnik Polkowice)         | 155 (68+87) |
| 71 kg       | Jolanta Wiór (Andaluzja Piekary Śląskie)  | 191 (88+103) | Milena Rutkowska (Mazovia Ciechanów)          | 184 (81+103) | Julita Król (HKS Szopienice)                    | 175 (79+96) |
| 76 kg       | Malgorzata Wiejak (Zawisza Bydgoszcz)     | 213 (98+115) | Weronika Zielińska (AZS-AWF Biała Podlaska)   | 201 (89+112) | Klaudia Głąb (LKS Dobryszyce)                   | 160 (75+85) |
| 81 kg       | Eliza Wcisłak (Zawisza Bydgoszcz)         | 198 (92+106) | Agnieszka Rak (Znicz Biłgoraj)                | 180 (82+98)  | Karolina Siekierzycka (UOLKA Ostrów Mazowiecka) | 134 (64+70) |
| 87 kg       | Diana Flak (Unia Hrubieszów)              | 185 (80+105) | Angelika Bednarz (WLKS Nowe Iganie)           | 159 (76+83)  | Wiktoria Grochowska (Klimat Łapy)               | 148 (68+80) |
| +87 kg      | Magdalena Karolak (Omega Kleszczów)       | 215 (90+125) | Magdalena Pasko (Lechia Sędziszów Małopolski) | 212 (92+120) | Natalia Chołuj (AKS Białogard)                  | 171 (78+93) |